# Spader, Madame!
Spader, Madame! är en revy och en TV-film av Hans Alfredson och Tage Danielsson.
Revyn rubricerades som ett "överklassnöje" när den spelades på Oscarsteatern i Stockholm den 10 januari till 5 april 1969. Produktionen blev ett ekonomiskt nederlag för bolaget AB Svenska Ord. 
Musiken i revyn är baserad på kompositioner av Franz Schubert med texter av Hans Alfredsson och Tage Danielsson. 
Bland sångerna, i nyarrangemang av Gunnar Svensson och Lasse Bagge, finns de numera klassiska "Donna Juanita" och "Blodsvisan".

## Medverkande[1]
Medverkande var Hans Alfredson, Tage Danielsson, Monica Zetterlund, Birgitta Andersson, Grynet Molvig, Gösta Ekman, Fatima Ekman och Martin Ljung. 
Orkestern kallades Gunnar Svenssons salongsorkester och kören hette Fina kören. Den senare bestod av Lasse Bagge, Kerstin Bagge, Ulla Hallin, Monica Dominique, Jan Bergnér och Karin Stigmark, det vill säga delar ur Gals and Pals. I ett av numren, "En sång som handlar om sig själv", sjöng trumslagaren i orkestern, Egil Johansen, tenorsolo uppbackad av Glada grabbars kör. Originalet är Schuberts Nachthelle (D.892) för manskör och tenorsolo.

## Musik av Franz Schubert[2]
- Spader madame, 5:e symfonin, 3:e satsen, menuetto, D. 485
- Forellen, Die Forelle, D. 550
- En sång som handlar om sig själv, Nachthelle, D. 892
- Herdens sång om herden, 8:e symfonin (den ofullbordade), 1:a satsen, D. 759
- Du går an, Oktett, F-dur, 4:e satsen, op. 166, D. 803
- Pigornas Kurt, Tema ur 6:e symfonin, 1:a satsen, D. 589
- Här sitter jag i värmen, Der Lindenbaum, op. 89, D. 911
- Trio i fyra satser, Andante, Scherzo, Presto, Allegro
- Lilla svarta Saras dans, 3 Klavierstücke, nr 3, D. 946
- Längtans blomma är störst på håll, Rosamunda, mellanaktsmusik nr 2
- Blodsvisan, Tolv valser, vals nr 6, op. 18, D. 145
- Donna Juanita, 6:e symfonin, 2:a satsen, D. 589
- Hittebarnet, Tolv valser, vals nr 1 och 2, op. 18, D. 145
- Solen är balla kulan, Rosamunda, ouvertyren
- Lyckan är alltid kort, 8:e symfonin, tema ur 1:a satsen, D. 759

## Visningar
En TV-film spelades in på Sturehovs slott vid Mälaren och med kompletterande scener vid Tyresö slott 1969 och visades på SVT 1 januari 1970.
Revyn spelades också i andra uppsättningar på Malmö Stadsteater 1977 och på Stora Teatern i Göteborg 1986.

## Utgivning
TV-filmen har getts ut på VHS 1998, och två gånger på DVD; 2007 och 2014 i DVD-boxen Hasse & Tage – samlade revyer, med en del andra revyer med Hasse & Tage.
Sångnumren har getts ut på LP 1969 och på CD 1991.

### Fotnoter
1. ↑  Spader, Madame! på IMDb (medverkande)
2. ↑  Spader, Madame! på Svensk mediedatabas (musik)
3. ↑  Spader, Madame! på SVT Play
4. ↑  Recension i Svenska Dagbladet 17 september 1977
5. ↑  Göteborgs stadsmuseum (samlingar)
6. ↑  Spader, Madame! på Svensk mediedatabas (VHS-utgåvan)
7. ↑  Spader, Madame! på Svensk mediedatabas (DVD-utgåvan)
8. ↑  Hasse & Tage – samlade revyer på Svensk mediedatabas (DVD-innehållet)
9. ↑  Spader, Madame! på Discogs (LP-skivan)
10. ↑  Spader, Madame! på Discogs (CD-skivan)